# Lectisternium
Lectisternium (latin egentligen bordsoffbäddning) var hos forntidens romare namnet på ett slags gästabud till gudarnas ära. Dessas bilder sattes vid dylika tillfällen, ofta parvis, på soffor (eller stolar: för gudinnor) och vilande på hyenden framför dukade bord, varjämte offentlig spisning samtidigt ägde rum. Gudamåltiderna – den första 399 f. Kr. – var 
regelbundet återkommande eller firades vid särskilda, mera betydelsefulla tilldragelser, lyckliga eller olyckliga. Ursprungligen anordnades lectisternia av de två "offermännen", sedan av de tre, längre fram sju, kommissarierna för festmåltider (’’epulones’’).